# Литорея
Литоре́я (от лат. littera — буква) — тайнописание, род шифрованного письма, употреблявшегося в древнерусской рукописной литературе и основанного на замене одних букв алфавита другими.

## Описание
Историки и учёные различают два основных типа литорей: простую и мудрую.

### Простая литорея
Простая, иначе называемая тарабарской грамотой, — это замена одних согласных букв на другие. Самый простой способ заключается в следующем: поставив согласные буквы в два ряда, в порядке:
| б | в | г | д | ж | з | к | л | м | н  |
| щ | ш | ч | ц | х | ф | т | с | р | п, |

употребляют в письме верхние буквы вместо нижних и наоборот, причём гласные остаются без перемены. Так, например, лсошамь = словарь и т. п. В усложнённом варианте буквы в строках располагались в случайном порядке.
Самый древний документ, известный на сегодня, содержащий зашифрованный простой литореей фрагмент, датируется 1229 годом. Этот способ шифрования использовал митрополит Киприан в своей переписке с Сергием Радонежским и Феодором Симоновским.

### Мудрая литорея
Мудрая литорея предполагает более сложные правила подстановки. В разных дошедших до нас вариантах используются подстановки целых групп букв, а также числовые комбинации: каждой согласной букве ставится в соответствие число, а потом совершаются арифметические действия над получившейся последовательностью чисел (например, ко всем прибавляется некоторая константа — ключ).
По своей сути литорея представляет собой шифр простой замены, который легко дешифруется современными методами.